# Ana Monterroso de Lavalleja
Ana Micaela Monterroso de Lavalleja (Montevideo, 3 de setembre de 1791 - 28 de març de 1858) va ser una dona nascuda en la Banda Oriental, que va tindre un important rol en la conformació de l'Uruguai com a República. Va estar casada amb Juan Antonio Lavalleja.
Va nàixer a l'actual carrer Sarandí, a metres del Portón de San Pedro, a la ciutat de Montevideo. Filla de Marcos José da Porta, immigrant gallec, comerciant, regidor, dipositari general i defensor de pobres del Cabildo de Montevideo i de Juana Paula Bermúdez Artigas, una criolla cosina de José Gervasio Artigas i del seu secretari, Miguel Barreiro. Va créixer en el si d'una família que sempre va recolzar les causes independentistes i va tindre 6 germans, entre els quals es troba el clergue de la independència i estret col·laborador d'Artigas, José Benito Monterroso. Es va casar amb Juan Antonio Lavalleja el 21 d'octubre de 1817 en la Vila de la Florida mentre ell era comandant de divisió. Lavalleja caigué presoner dels portuguesos en el rierol Valentín (Departament de Salto) i és enviat per Carlos Federico Lecor a Rio de Janeiro, on Monterroso es va traslladar i va radicar fins al final de la captivitat. En ser alliberada, tornant a Montevideo, va donar a llum davant de la Isla de Lobos al seu fill Egidio Juan Pedro.